# میانه (آذربایجان شرقی)

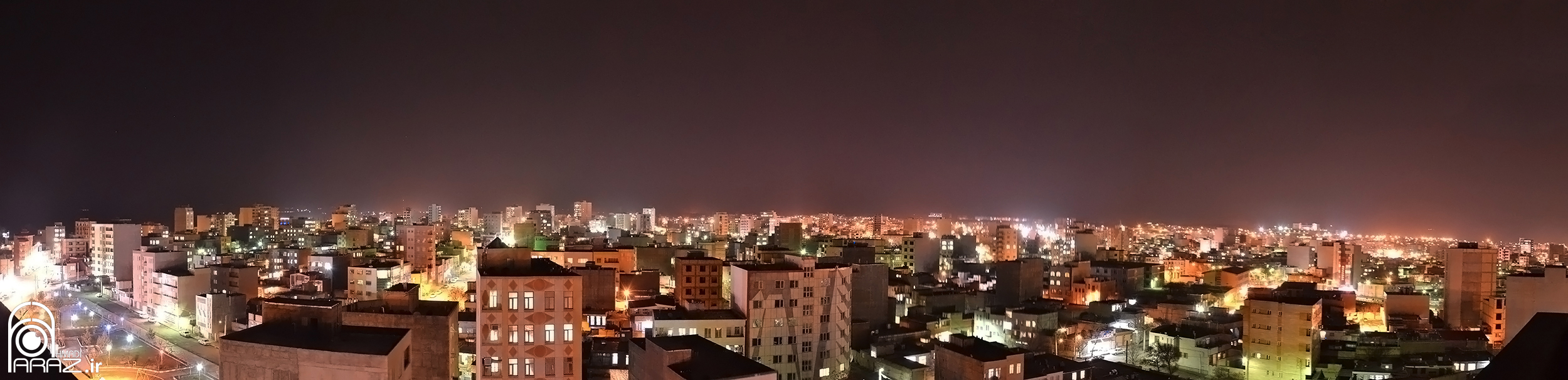
نمای شبانه

میانه (در گویش محلی میانا) شرقی‌ترین شهر در بین مرکز استان آذربایجان شرقی و مرکز اداری شهرستان میانه است. این شهر در جنوب شرق استان قرار دارد و به‌واسطهٔ اینکه سال‌ها تنها راه ارتباطی منطقهٔ از طریق زنجان به بدنهٔ اصلی کشور از طریق درهٔ قافلانکوه بوده، به‌عنوان دروازهٔ آذربایجان  شناخته می‌شود. مردم میانه به زبان ترکی آذربایجانی سخن می‌گویند. جمعیت این شهر بالغ بر ۹۸۹۷۳ نفر بوده (سال ۱۳۹۵ خورشیدی) و میانه پنجمین شهر پرجمعیت و چهارمین شهرستان پرجمعیت استان آذربایجان شرقی است.
ارتفاع این شهر از سطح دریا ۱۱۰۰ متر است و مهم‌ترین و معروف‌ترین محصول کشاورزی آن، سیب صادراتی است. از دیگر محصولات کشاورزی میانه می‌توان به گندم، برنج، هندوانه، جارو، گوجه‌فرنگی و خیار اشاره نمود که در شهرهای مختلف ایران توزیع می‌شود. در سال ۱۳۹۳ خورشیدی، شهرستان میانه رتبهٔ نخست تولید گندم و برنج و گوشت را در استان آذربایجان شرقی کسب کرد.
گفتنی است که شهر میانه در سال 2016 خواهرخواندۀ شهر مینه سوتا شد.
همچنین با انتخاب شدن شهردار عادل مرتضایی در سال ۱۴۰۰ در این شهر تغییرات گسترده ای رخ داد و راه کمر بندی شهر بعد از سال ها شروع به ساخت شد.

آن قرار دارد به قزل اوزن می‌ریزد. درهٔ این رودک و جویبارهایی که بدان می‌ریزند در دوران باستان ناحیهٔ زیکرتو را تشکیل می‌داد. قزل‌اوزن بالاتر از محل تلاقی رودک مزبور از جنوب به شمال جاری است. بخش علیای آن را قافلانکوه (گیزیل بوندا در قدیم) از ناحیهٔ دریاچهٔ ارومیه (ماننا) جدا می‌کند. آشوریان بیشتر این بخش قزل اوزن را ماد (مادای) می‌خواند.
وجود کتیبه‌های آشوری و اورارتویی در بعضی مناطق آذربایجان شرقی و کشف آثار باستانی و مجسمه‌های سفالین در شهر میانه، قدمت تاریخی آن را به دوره‌های پیش از تشکیل دولت ماد،می رساند
در پی حفاری‌هایی که در سال ۱۳۵۲ شمسی در یکی از قریه‌های اطراف میانه به‌نام آرموداق انجام گرفت یک مجسمهٔ سفالین مربوط به دوره ساسانیان کشف شد. این تندیس توسط رئیس ادارهٔ باستان‌شناسی وقت به موزهٔ باستان‌شناسی تبریز منتقل گردید.
همچنین گفته می‌شود، ممکن است نام میانه از مای‌آنا آمده باشد
استانداری آذربایجان شرقی نیز دربارهٔ وجه تسمیه این شهر به «میانه» می‌افزاید «در کتاب‌های تاریخی و سفرنامه‌های جهانگردان نام این شهرستان را میانج ثبت کرده‌اند. چون این شهرستان به نوشته برخی، پیش از میلاد مسیح در خط مرزی دو سرزمین ماد و پارت قرار گرفته بود و هم‌اکنون نیز در وسط مراغه و تبریز قرار دارد و مانند زاویه یک مثلث در میان آنها جای گرفته‌است یا این‌که چون بین دو شهر زنجان و تبریز واقع گردیده این نام را انتخاب کرده‌اند. با این حال شهرستان میانه در قرن‌های هفتم و هشتم هجری علاوه بر میانج نام دیگری چون گرمرود داشته و در برخی از کتاب‌های آن زمان برای شناسایی آن از هر دو نام (گرمرود و میانه) استفاده شده‌است.»

### پس از اسلام
کتاب فتوح البلدان احمدبن یحیی بلاذری از مشارکت جنگجویان این شهر در سپاه گردآمده توسط مرزبان اردبیل در مقابل حمله حذیفه بن یمان یاد کرده‌است. پس از چند روز نبرد شدید بین طرفین سرانجام مرزبان با حذیفه ازسوی همهٔ مردم آذربایجان صلح کرد بر این قرار که هشتصد هزار درهم ادا کند و کسی کشته نشود و به بردگی برده نشود و آتشکده‌ای ویران نگردد و متعرض کردان بلاسجان و سبلان و ساترودان نشوند و به‌ویژه مردم شیز از رقصیدن در عیدهای خود و انجام مراسمی که به جا می‌آورند ممنوع نگردند.
در کتاب البلدان یعقوبی و کتاب المسالک و الممالک نوشته ابن خردادبه از این شهر با نام میانج ذکر شده‌است.

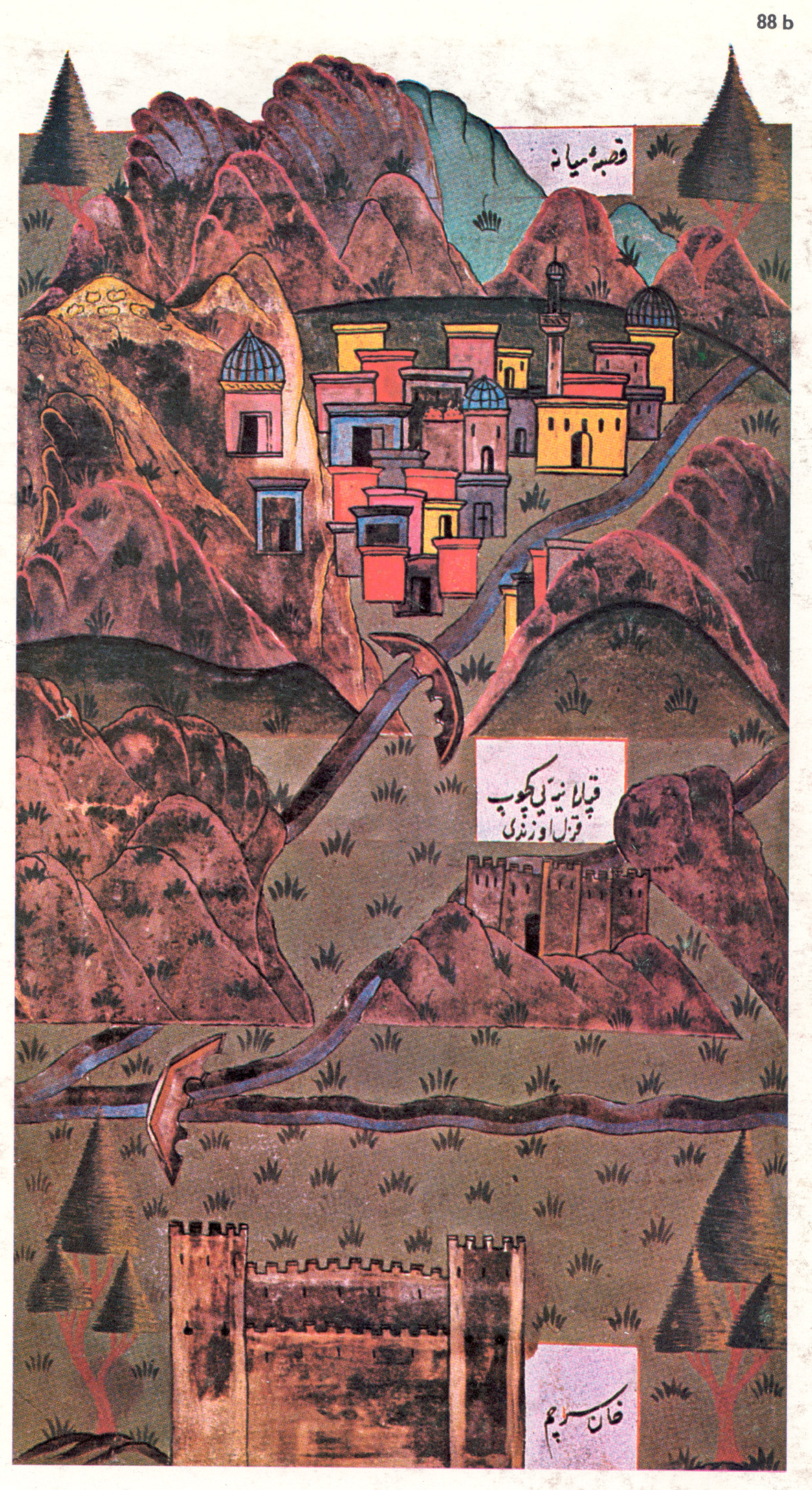
نگاره‌ای از میانه اثر مطراقچی سده ۱۶ میلادی

کتاب صوره الارض نوشته ابن حوقل در مورد آبادی و عمران و کشاورزی این سامان اشاره کرده و آن را هم‌طراز شهرهای خونج و داخرقان و خوی و سلماس و مرند و تبریز و برزند و ورثان و موقان و بیلغان و باجروان ذکر کرده‌است.
حمدالله مستوفی که پس از حملهٔ مغول از این شهر بازدید کرده‌است در کتاب نزهةالقلوب آورده‌است: میانج شهری بوده‌است و اکنون به قدر دیهی مانده و چند موضع از توابع اوست و هوای گرم دارد و عفن و درو پشه بسیار بود؛ و گرمرود ولایتی است در او صد پاره دیه بود هوایش خوشتر از میانج بود. حاصلشان غله و پنبه و انگور و میوه و برنج و دیگر حبوبات باشد. آبش از آن کوه‌ها جاری‌ست و فضلابش در سفیدرود ریزد؛ و مردمش سفیدچهره و ترک اخلاق‌اند. حقوق دیوانیش بیست و پنج هزار و هفتصد دینار است. 

میانه در نقشه زبانی قبل از جنگ جهانی اول، ۱۲۸۹. برخلاف روستاهای اطراف که به ترکی آذربایجانی مشخص شده، برای میانه در نقشه، فارسی رنگ‌آمیزی شده است.

### آثار باستانی
در نقشهٔ امپراتوری ایران که توسط آقای Emanuel Bowen در سال ۱۷۴۷ میلادی در زمان دودمان افشاریان ترسیم شده‌است، این شهر به صورت Miana یا میانا ذکر شده‌است.

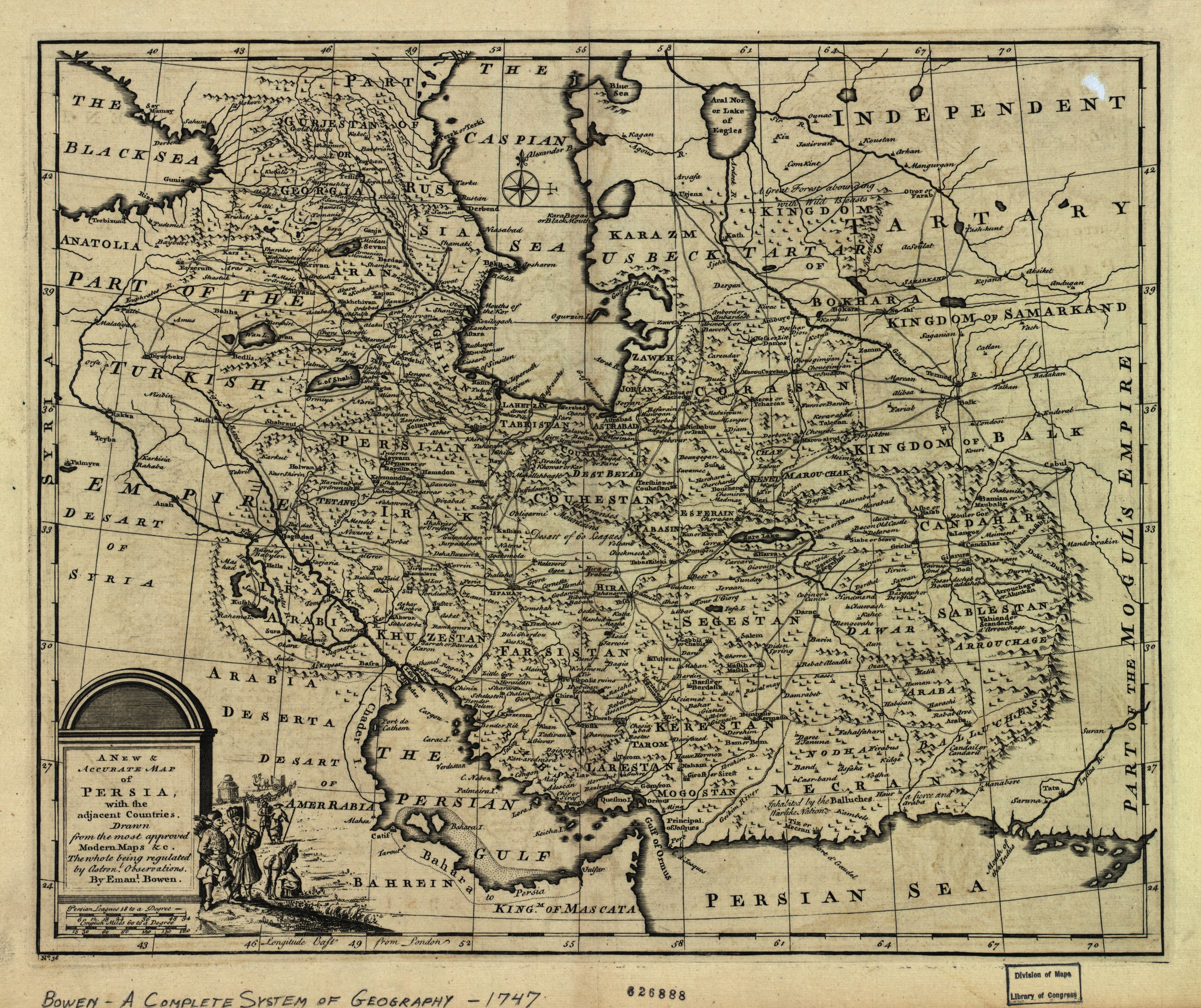
میانه در دوره افشاریان توسط Emanuel Bowen در سال ۱۷۴۷ میلادی

از آثار باستانی میانه می‌توان به پل شهر چای، بقعهٔ امامزاده اسماعیل و تپه خاک (قلعه نجفقلی خان) اشاره کرد.

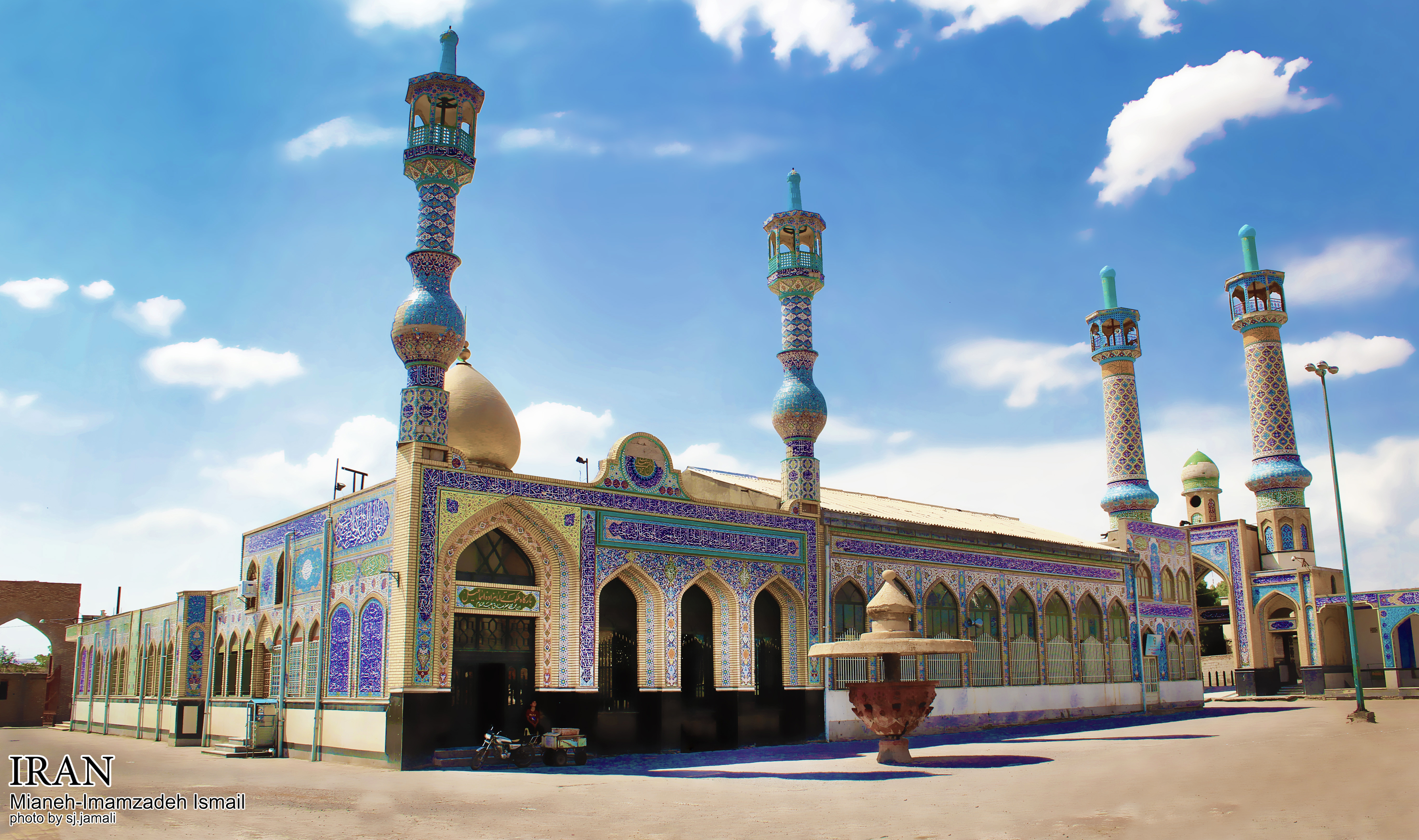
آرامگاه امامزاده اسماعیل

از آثار باستانی شهرستان میانه می‌توان به مسجد سنگی ترک، پل دختر، قلعهٔ دختر، شهر سوختهٔ کاغذکنان، کاروانسرای جمال‌آباد کاغذکنان اشاره کرد.

#### قیز قالاسی (قلعه دختر)
قیز قالاسی یا قلعه دختر (ترکی آذربایجانی: Qız qalası) در شهرستان میانه قرار داشته و به شماره ۸۷۰ جزو آثار ملی ثبت شده‌است. این قلعه در دو کیلومتری پل‌دختر (میانه) در رشته کوه قافلانکوه واقع شده‌است. این قلعه به‌شکل کثیرالاضلاع غیرمنتظم ساخته شده و به سه قسمت تقسیم می‌شود.

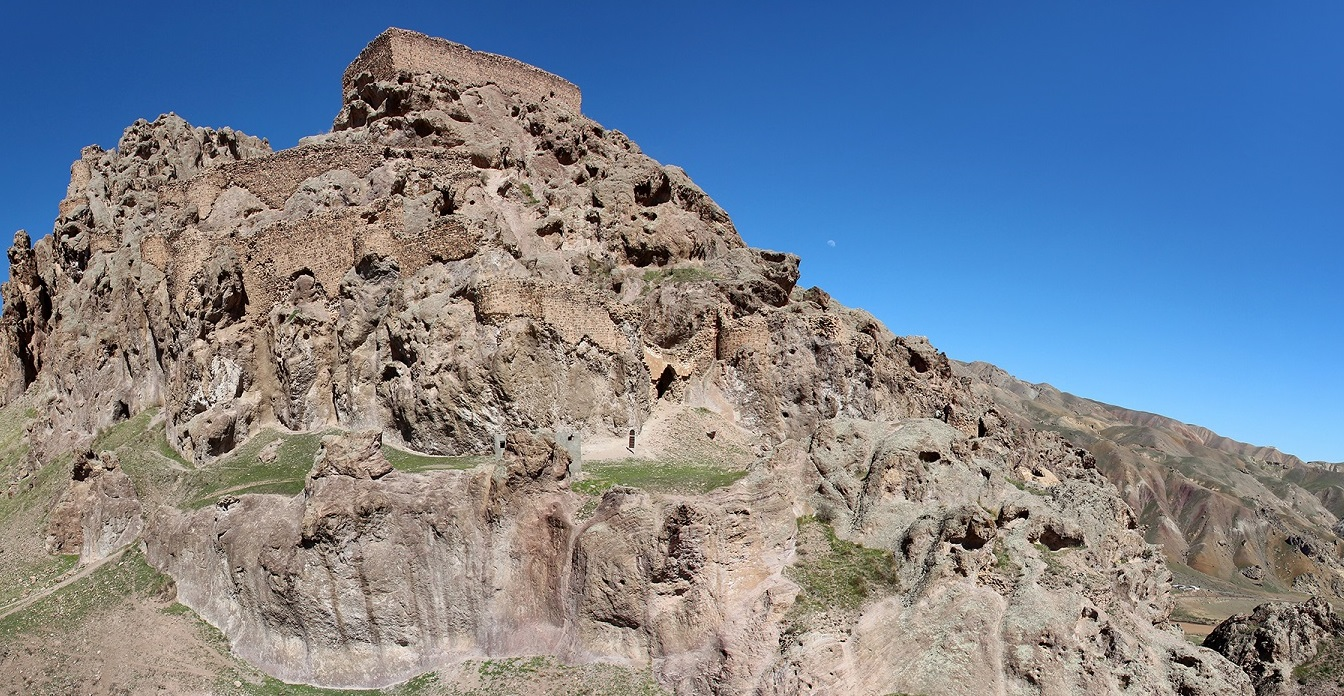
قیز قالاسی

در گویش محلی نام این قلعه قیز قالاسی به‌معنای قلعه دختر می‌باشد. راجع به نام قلعه روایاتی رایج است از آن جمله که دختر پادشاهی بر علیه پدر خویش شورش می‌کند و پدر او را به نقطهٔ دور تبعید و برای وی قلعه‌ای ساخته در آنجا محبوسش می‌کند. دختر شاه به امید آزادی خویش روزشماری می‌کند و چوپانی که آن‌طرف رود قزل‌اوزن به چوپانی مشغول بوده توجه او را جلب می‌کند و این دو عاشق هم می‌شوند و چوپان هر شب رودخانهٔ سرد و خروشان قزل اوزن را می‌شکافت و به دیدار شاهزاده‌خانم می‌آمد و شاهزاده‌خانم برای آنکه رنج این کار را از چوپان رفع سازد پلی بر روی رودخانه می‌زند و چوپان اولین کسی است که از روی پل رد می‌شود و به دیدار شاهزاده‌خانم می‌آید.

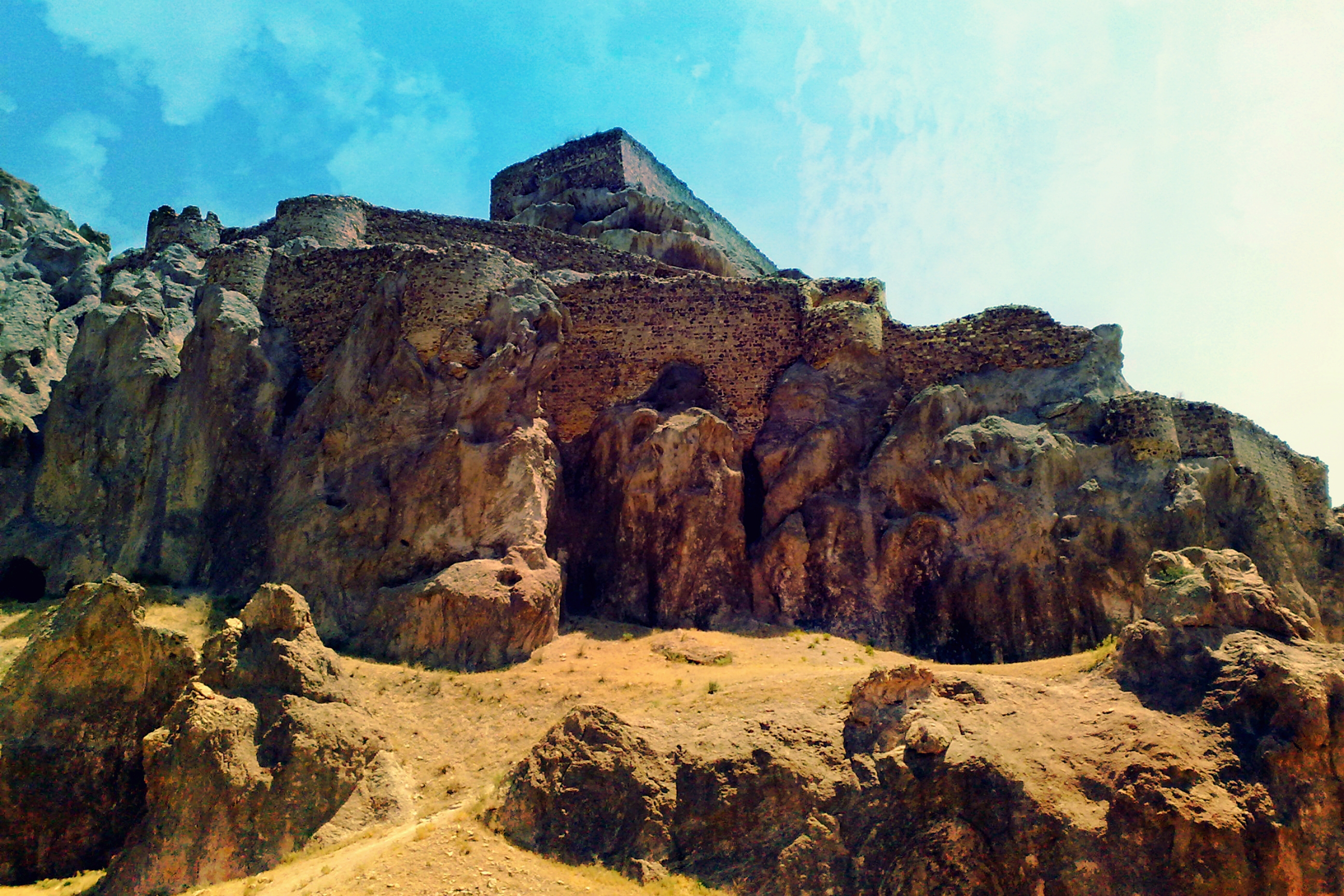
Qiz castle of Mianeh has been recorded in list of national opuses of Iran with register number 870.

همچنین روایت است بازرگانی برای در امان ماندن دختر خود از دست مغولان برای دختر خود در این منطقه قلعه می‌سازد ولی به مرور زمان و حسن روابط و پس از مرگ بازرگان دختر وی برای توسعهٔ تجارت بازرگانان آذربایجان با دیگر کشورها این پل (پل دختر) را می‌سازد.
عقیدهٔ باستان‌شناسان بر این است که این قلعه مانند قلعه‌دخترهای دیگر توسط ایزدبانو ناهید (آناهیتا) ساخته شده‌است. پرستشگاه‌های این ایزدبانو را اغلب در بلندی‌ها می‌ساختند و حاکمان و بازرگانان و کشاورزان هرساله با هدایای نفیس عازم این پرستشگاه‌ها می‌شدند چراکه ملکه ناهید فریادرس زنان و آزادی و حریت نعمت و فراوانی آب و باران تنها کسی بوده که در اقتصاد و نبرد پشتیبان این مرز و بوم بوده‌است. این قلعه‌ها بیشتر در کنار رودخانه‌های عظیم و دریاها ساخته می‌شده‌است.

#### کاروانسرای جمال‌آباد کاغذکنان

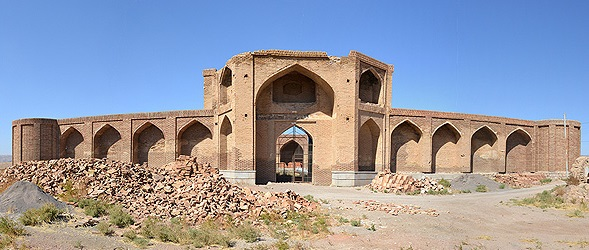
کاروانسرای جمال آباد میانه

کاروانسرای جمال آباد مربوط به دورهٔ صفوی است و در شهرستان میانه، بخش کاغذکنان، روستای جمال‌آباد واقع شده و این اثر در تاریخ ۷ مهر ۱۳۸۱ با شمارهٔ ثبت ۶۱۵۲ به‌عنوان یکی از آثار ملی ایران به ثبت رسیده‌است.

#### ۲۳ پل

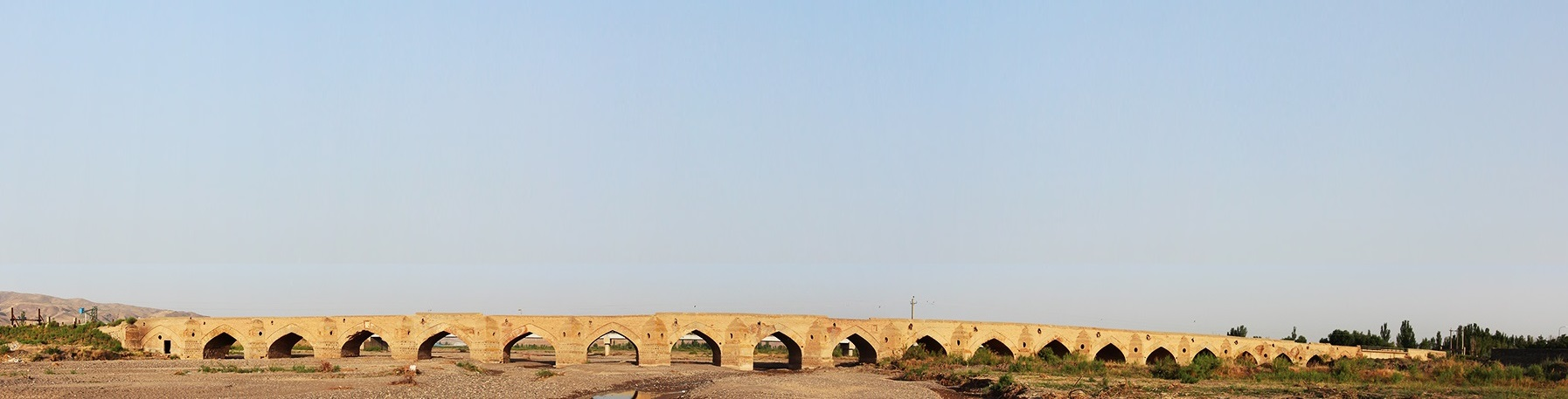
۲۳ پل میانه

پل شهر چای یا ۲۳ پل مربوط به دورهٔ صفوی بوده و در شهرستان میانه، روستای راه‌آهن واقع شده‌است. این اثر در تاریخ ۲۸ مرداد ۱۳۴۸ با شمارهٔ ثبت ۸۷۲ به‌عنوان یکی از آثار ملی ایران به ثبت رسیده‌است.
وجه به شکل معماری می‌توان آن را منتسب به دوران صفویان دانست که سبک معماری و نوع مصالح به‌کاررفته در ساخت آن همان سبک و مصالحی است که در ۳۳ پل اصفهان مورد استفاده قرار گرفته تنها با این تفاوت که ۲۳ پل شکل ساده‌تری دارد.

## آموزش عالی
- دانشگاه آزاد اسلامی واحد میانه
- دانشگاه پیام نور مرکز میانه
- دانشکده فنی و مهندسی
- آموزشکده فنی پسران
- مجتمع آموزش عالی سلامت میانه
- دانشگاه غیرانتفاعی عین‌القضات
- دانشگاه جامع علمی و کاربردی میانه
- دانشکده فنی سما

## صنعت

### فولاد آذربایجان
کارخانهٔ فولاد آذربایجان بزرگ‌ترین کارخانهٔ فولاد شمال‌غرب کشور و تنها کارخانهٔ تولید فولاد در استان آذربایجان شرقی است که در شهرستان میانه واقع شده‌است. این کارخانه در زمینی به مساحت ۴۶ هکتار در ۳ کیلومتری جنوب شرق شهر میانه قرار گرفته‌است. فولاد آذربایجان قادر است سالانه ۵۵۰٬۰۰۰ تن انواع میلگرد، تسمه، ناودانی و مفتول تولید کرده و به بازار عرضه کند. این کارخانه از اوایل سال ۱۳۸۰ شروع به‌کار نموده‌است.

### گیربکس میانرو
شرکت تولیدی قطعات گیربکس میانرو زیر نظر شرکت نیرو محرکه قزوین در سال ۱۳۸۲ با حضور بخش خصوصی واقع در شهرک صنعتی شماره یک شهرستان میانه تأسیس و در سال ۱۳۸۵ با استفاده از نیروی فعال و متخصص و دوره دیده شروع به فعالیت نموده ضمناً تمامی پرسنل کارمندی و مهندسی و کارگری بومی می‌باشد.
این شرکت در زمینی به مساحت ۷ هکتار و دارای ۶ سوله که هر کدام به مساحت ۱۲۰۰ متر مربع بوده‌است. ماشین آلات این شرکت از نوع تراش سی ان سی بوده که اپراتورهای مربوطه نسبت به محل ظکار از تخصص کافی بر خوردار می‌باشد. تأمین قطعات این شرکت از نیرو محرکه و ایران خودرو و تراکتورسازی تبریز به صورت فورج بوده و پس از تراشکار (بلنک) را شرکت نیرومحرکه ارسال می‌نماید و شرکت نیرو محرکه با اعمال عملیات دنده زنی و مونتاژ به صورت مجموعه گیربکس آماده به ایران‌خودرو ارسال می‌کند.
کارخانه نوآوری ایرانیان میانه
کارخانه نوآوری ایرانیان میانه به عنوان اولین کارخانه نوآوری شمالغرب کشور و استان آذربایجان شرقی و اولین کارخانه نوآوری در سطح شهرستان های کشور در سال ۱۴۰۰ در شهرستان میانه بنیان نهاده شد که مرکز این کارخانه عظیم در زمینی به وسعت ۵۰ هکتار واقع  در جاده میانه به ترک می باشد که گروه سرمایه گذاری مگاصا وظیفه ی ساخت و مدیریت این مجموعه را برعهده دارد. 
فاز اول این کارخانه با حضور مسئولان ارشد استان آذربایجان شرقی در سی ام تیرماه ۱۴۰۱ کلنگ زنی شد.

## مشاهیر

### عالمان و دانشمندان
قاضی ایرج منصوری
قاضی حضرت حجت‌الاسلام والمسلمین شیخ مرتضی اشراقی میانجی
قاضي ابوالحسن ميانجي ـ قاضي، فقيه، متوفّاي 471 قمري         
قاضي ابوبکرمحمد ميانجي ـ قاضي القضات همدان ، متوفّاي 502 قمري    
عين القضات ميانجي ـ فيلسوف، منطقي، قاضي، متولد 492 قمري
ابوعبدالله محمد ميانجي ـ فقيه و اصولي، زنده در 533 قمري      
علاّمه خونجي ـ فيلسوف، منطقي، قاضي، پزشک، متولد590 قمري           
گشتاسب خونجي ـ دانشمند قديمي ، متولد 667 قمري 
مولانا يوسف گرمرودي ـ عارف قرن ششم و هفتم قمري           
مجدالدين خونجي حلواني ـ عارف ، زنده در 884 قمري           
نجم الدين خونجي ـ فيلسوف ، زنده در 888 قمري      
درويش محمد خونجي ـ عارف و صوفي قرن نهم و دهم قمري   
محمود العلوي ـ عالم ، زنده در 1028 قمري   
قاضي مرادبخش گرمرودي ـ قاضي، عارف، زنده در 1050 قمري 
معمار تاجر ميانجي ـ معمار ، زنده در 1209 قمري        
ملا نصرالله گرمرودي ـ عالم قرن 12 قمري    
مولانا الله ويردي ـ شارح شرح الهدايه، زنده در 1215 قمري       
شيخ علي ميانجي ـ عالم ، زنده در 1263 قمري
قطب الدين عبدالرحمن خونجي ـ فقيه، اصولي و منطقي           
ملا محمدباقر خلخالي ـ قاضي ، مجتهد ، شاعر، متولد 1246 قمري           
سيد صدرالدين ميانجي ـ تاريخ نگار ، زنده در 1311 قمري         
ميرزا رفيع گرمرودي ـ تاريخ نگار ، متوفّاي 1330 قمري
ميرزا احمد گرمرودي ، مستعان الممالک ـ عالم ، زنده در 1334 قمري     
 شیخ نیتعلی مددی برنلیقی - عالم ، متوفّاي 1394 قمري
احمد خونجي ـ شاعر ، تاريخ نامعلوم
علاءالدين خونجي ـ عارف ، تاريخ نامعلوم  

### کاتبان و منشیان
سيدصالح حسيني گرمرودي ـ کاتب ، زنده در 1070 قمري        
مسلم اردبيلي ـ کاتب ، زنده در 1078 قمري   
کاظم گرمرودي ـ کاتب ، زنده در 1086 قمري
عبدالعظيم گرمرودي ـ کاتب ، زنده در 1188 قمري      
عليمحمد گرمرودي ـ کاتب و نويسنده ، زنده در 1242 قمري     
نجفعلي گرمرودي ـ کاتب ، زنده در 1256 قمري         
ميرزا علي انصاري اشلقي ـ شاعر ، خطاط ، متوفاي 1280 قمري  
ميرزا علي خان گرمرودي ـ منشي اميرکبير، خطاط، اديب، قرن 13 قمري   
ميرزا عبدالله خان گرمرودي مبين الملک ـ خوشنويس ، حاکم فارس، قرن 13         
علينقي انصاري اشلقي ـ عالم، اديب، خوشنويس ، زنده در 1297 قمري     
اسحاق انصاري گرمرودي ـ کاتب ، زنده در 1308 قمري           
سراج سلطان ـ منشي دربار، کاتب ، زنده در 1314 قمري
ح‍س‍ن گ‍رم‍رودي‌ ـ کاتب ، زنده در 1315 قمري           
اديب العلما ـ کاتب ، زنده در 1319 قمري      
علي شيخدرآبادي ـ مصحح کتاب ، زنده در 1323 قمري
ميرزا معصوم  گرمرودي ـ کاتب ، زنده در 1340 قمري 

### شاعران و سخنوران
ظهير خونجي (ظهير)         
افغان گرمرودي (افغان)      
فناي قاراباغي (فنا)
بيان الملک (نثار)  
ميرزا محمد حسين اديب گرمرودي  
اشرف گرمرودي (اشرف)   
بحري ميانجي (بحري)      
محمدعلي ميانجي (وفايي)  
ميرزا عبدالرحيم گرمرودي (ساغر)   
ملا سامي (سامي) 
ميرزا محمد خليفه (عاجز)  
رسمي ميانجي (رسمي)      
ملا محمدباقر خلخالي (باقر)           
ميرزا عبدالعلي کاغذکناني   
ميرزا علي کاغذکناني (عشقي)         
سطوت الممالک محمدتقي خان اميرتومان (سطوت)     
رستم خان کاغذکناني (رستم)          
ميرزا عبدالله عاجزي (عاجز)           
ميرزا سيفعلي بهمني (بهمني)           
ميرزا عبدالرزاق بهمني (پيرمرد)       
شيخ حسن مدحت (مدحت)           
حبيب ساهر ؛ پدر شعر نوي ايران (ساهر)       
هاشم اميرمقدم اخگر (اخگر)           
جمشيدخان مُبکي (مبکي)  
عراقلي حسن بشيرلي (بشيرلي)       
مهدي آذر مازندراني (آذر)  
قربانعلي اجلي (واثق)        
ميرحميد غياثي (موسوي)   
قادر طهماسبي (فريد)        
 بختیار عباسزاده  (پیک)

### عالمان حوزوی
آیت‌الله شیخ حیدر نظری میانجی
آیت الله سید حسین حججی(از موسسین حوزه علمیه جعفریه میانه)
ملا محمد نقابادي 
آيت الله سيدهاشم ترکي     
آيت الله سيدموسي مجتهد ترکي      
آيت الله سيدواسع مجتهد ترکي       
آيت الله حجتي    
ملا مرادعلي گرمرودي      
آيت الله حسيني زنجاني ـ مرجع تقليد           
آيت الله شيخ هادي نيّري   
آيت الله محمدباقر ملکي تَرکي ـ مفسّر قرآن    
آيت الله العظمي شيخ مسعود سلطاني ـ مرجع تقليد      
آيت الله سيدعبدالستار محمدي        
آيت الله سيد ابراهيم مرتضوي         
آيت الله شيخ علي کتاني     
آيت الله العظمي بنارواني ـ مرجع تقليد          
آيت الله ملامحمدحسن ميانجي ـ مفسّر قرآن   
آيت الله ميرزا علي احمدي ميانجي   
آيت الله العظمي شبيري زنجاني ـ مرجع تقليد 
آيت الله رباني ـ مفسّر قرآن 
شيخ عمران عليزاده ـ مفسر نهج البلاغه         
حاج سيدکاظم حسيني       
حاج شيخ عبادالله سرشار تهراني ـ محقق و مؤلف علوم ديني      
حاج سيدجعفر ميرعظيمي   
شيخ عبدالرحيم اباذري
    
 
حضرت حجت‌الاسلام والمسلمین شیخ شایان نوری میانجی(دامت توفیقاته)

### هنرمندان و دانشمندان معاصر
داریوش اقبالی -خواننده
محمدعلي علاّمي  ـ ژورناليست       
اسکندر فيروز ـ پدر محيط زيست ايران         
استاد محمود طلوعي ـ نويسنده و محقق        
استاد آشيق بولود ـ استاد ساز و آواز آذربايجاني           
صمد قاسمي ـ پير عکاس ايران        
استاد جواد جواهري ـ استاد ساز و آواز         
استاد اجلي ـ خالق سبک گلگشت، معمار، خوشنويس، نقاش، شاعر          
پروفسور دکتر حسين ميرجعفري ـ استاد تمام رشته تاريخ          
پروفسور دکتر علي اميني ـ استاد تمام رشته زنان و زايمان          
استاد شمس خلخالي ـ خالق سبک سوراليسم با سوژه ، شاعر      
جمشيد هاشمپور (آريا) ـ بازيگر سينما           
فريدون صالحي ـ ويولونيست         
آقا سليم عبدالله اوف ـ استاد تار آذربايجاني     
استاد بهرام سارنگ ـ استاد آواز        
استاد اميرعطايي ـ سازنده سازهاي سنّتي         
جعفر پناهي ـ کارگردان سينما          
استاد حبيب اژدري (شاهد)ـ خالق هنر سنگ نگاري، مجسمه ساز، موسيقيدان         
دکتر اسماعيل آغاسي ؛ پزشک         

### سیاستمداران و دولتمردان
ميرزا مسعود انصاري ـ نخستين وزير امورخارجه ايران کبير       
مؤتمن الملک ـ وزير امورخارجة ايران          
مشاورالممالک ـ وزير امور خارجه احمدشاه قاجار و رضاشاه پهلوي         
ميرزا فتّاح خان گرمرودي ـ مستوفي کل نظامي ، نويسنده ، سياستمدار      
محمدخان سعدلو ـ از حاکمان و نظاميان دوره صفوي به بعد       
عباسعلي پنبه اي ـ فعال جنبش مشروطيت      
ميرزا محسن خان ميانجي (مجدالوزاره) ـ سياسي         
غفارخان ـ مبارز مشروطيت
حجه الاسلام والمسلمين  سید سجاد حججی (رهبری مبارزات ضدشاهنشاهی مردم میانه، امام جمعه میانه، نماینده دوره های اول و سوم مجلس)  
  حضرت حجت‌الاسلام والمسلمین حاج محمد مهدی احمدی میانجی(معاون سابق رئیس قوه قضائیه و رئیس شوراهای حل اختلاف کشور)
سید حسین هاشمی(نماینده سابق مردم شریف شهرستان میانه درمجلس شورای اسلامی،قائم مقام سابق وزیرکشور)
حسن بابائی(معاون رئیس قوه قضائیه و رئیس سازمان ثبت اسناد و املاک کشور)

### ورزشکاران
کاظم رجبي ـ قوي ترين مرد معلول جهان      
روح الله داداشي ـ قويترين مرد جهان
يوسف کرمي ـ قهرمان تکواندوي جهان     
مالک جعفری -دارای عناوین قویترین مردان آهنين کشور

### مشاهیر زن
کمينه خانم ـ شاعر           
خانم صديقه محمدي ـ کهنسالترين مربي قرآني کشور          
خانم توران شادپور ـ اسطوره دو و ميداني زنان قاره کهن
خانم افسر اسدي ـ بازيگر سينما     